# Vysokoškolský učitel

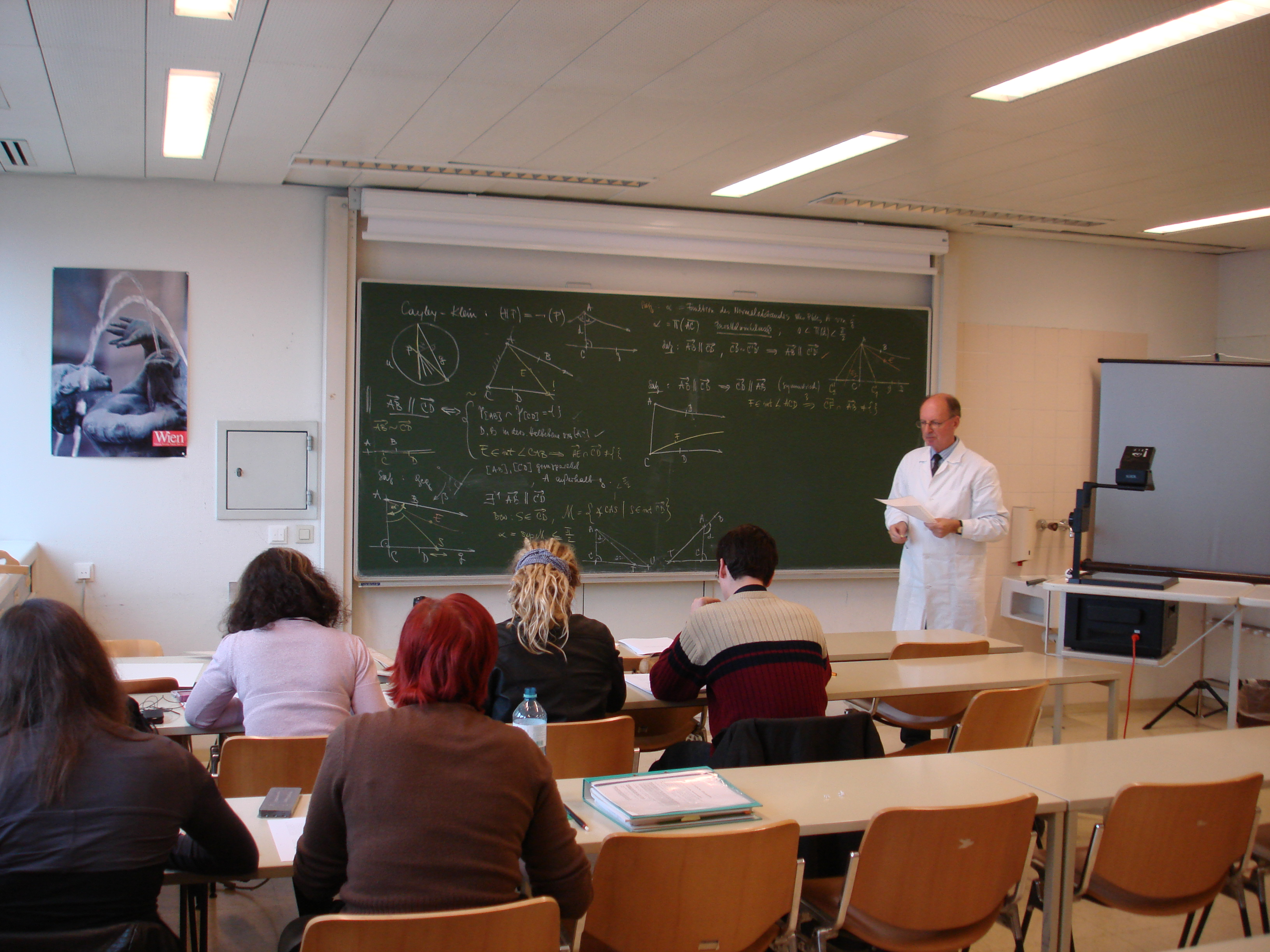
Přednáška z matematiky na vysoké škole

Vysokoškolský učitel či vysokoškolský pedagog je pracovní pozice učitele, akademického pracovníka, na vysoké škole. Náplní jeho práce je pedagogická, vědecká, výzkumná, vývojová a inovační, umělecká nebo další tvůrčí činnost při výuce vysokoškolských studentů.
Podle stupně akademické dráhy se rozlišuje: profesor, docent, odborný asistent, asistent a lektor. Rovněž mimo uváděné se za vysokoškolského učitele mohou označovat jiní akademičtí pracovníci, kteří se zde na pedagogické činnosti podílejí (zejména někteří výzkumní a vývojoví pracovníci nebo např. studenti v doktorských studijních programech, PhD studenti, tedy doktorandi, případně pomocné vědecké síly, pomvěd, tedy studenti určitých ročníků). V dřívějších dobách pak byla vedle lektorů výslovně uváděna ještě jako pracovní pozice vysokoškolského učitele i pozice odborných instruktorů (např. dle § 26 zákona č. 58/1950 Sb., o vysokých školách, který byl platný v tehdejším Československu).
Pokud akademický funkcionář vykonává akademický obřad – typicky promoci – nese označení promotora.

## Kód a název zaměstnání
Název této pozice podle CZ-ISCO je Profesoři na vysokých školách, kód 23102.